# Timandromorpha enervata
Timandromorpha enervata là một loài bướm đêm trong họ Geometridae.